# كارلوس ألفارادو
كارلوس ألفارادو كيسادا (بالإسبانية: Carlos Alvarado Quesada)‏ هو سياسي وكاتب كوستاريكي ولد في يوم 14 يناير 1980 في مدينة سان خوسيه في كوستاريكا، في 8 مايو 2018 أصبح رئيس كوستاريكا الجديد بعد فوز حزبه حزب العمل للمواطنين في الانتخابات بنسبة 61%، ليصبح رئيس كوستاريكا الجديد خلفاً للويس غوليرمو سوليس.

## روابط خارجية
- كارلوس ألفارادو على موقع مونزينجر (الألمانية)